# مقاطعة سمتر (ألاباما)
مقاطعة سمتر (بالإنجليزية: Sumter County, Alabama)‏ هي إحدى مقاطعات ولاية ألاباما في الولايات المتحدة. تأسست سنة 1832، بلغ عدد سكانها 13763 نسمة في عام 2010 حسب إحصاء مكتب تعداد الولايات المتحدة وتصل الكثافة السكانية فيها 5.8 نسمة/كم2.

## أعلام
- ويليام مارشال إنجي
- إليشا إي. مريديث

## وصلات خارجية
- http://www.sumteralchamber.com/